# Hakim Ben El Hadj

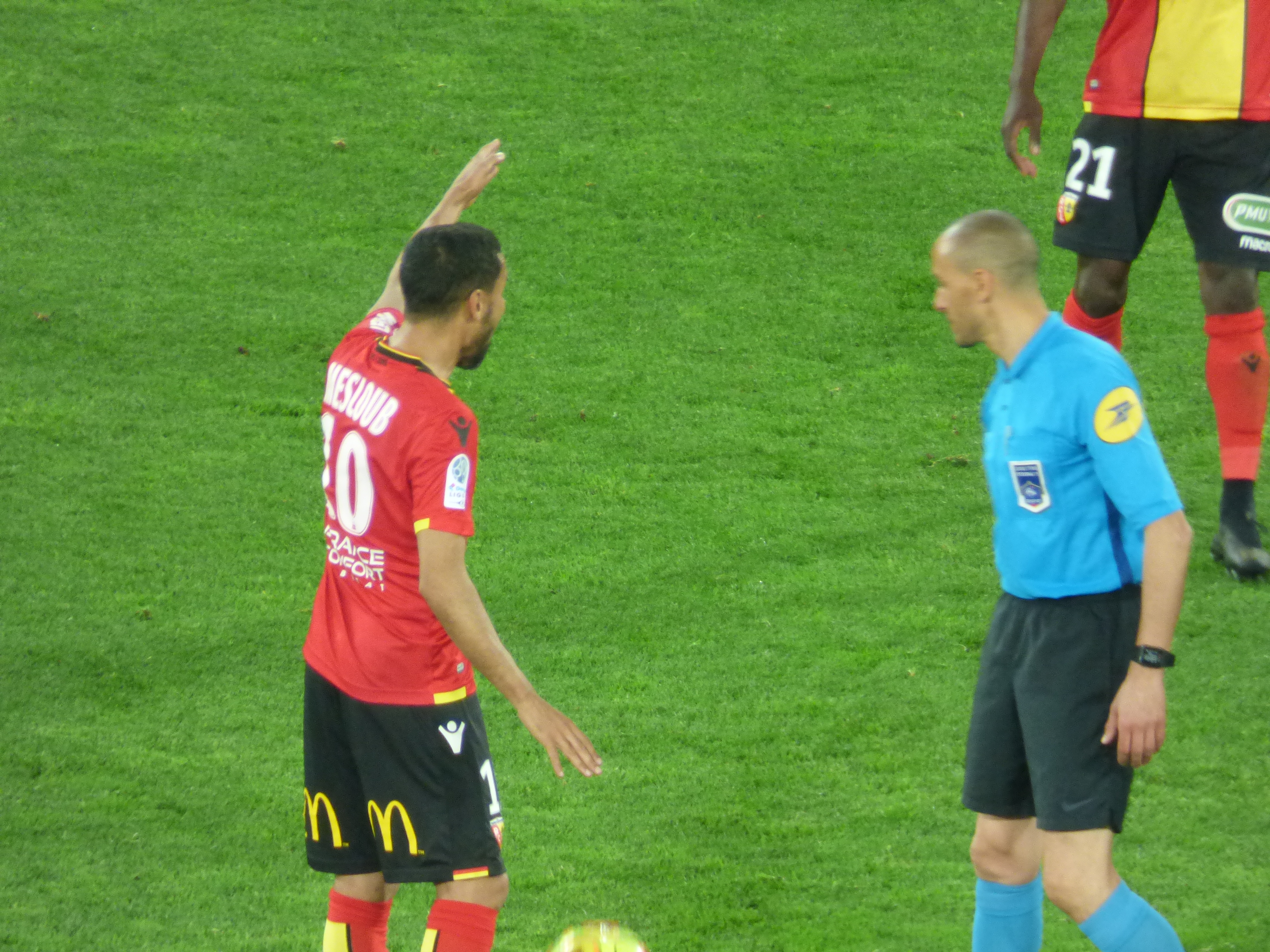
Hakim Ben El Hadj pendant le match RC Lens / FC Lorient le 23 avril 2019 en Ligue 2

Hakim Ben El Hadj, né le 30 mai 1978 est un arbitre fédéral français de football.

## Biographie

### Carrière d'arbitre
Hakim Ben El Hadj est un arbitre de football français, central depuis 1996. Originaire du district de l'Isère de Football, il a franchi progressivement les échelons départementaux, régionaux, et nationaux, atteignant le niveau fédéral en 2005. Arbitre professionnel depuis 2011, il cumule 28 années d’expérience dans l’arbitrage et la formation. Aujourd’hui, il joue également un rôle de Conseiller Technique Départemental en Arbitrage (CTDA) dans son district.

### Polémiques et critiques
Hakim Ben El Hadj fait régulièrement face à des controverses liées à ses décisions arbitrales, en particulier lors de matchs impliquant le RC Lens.

#### Les critiques des supporters lensois
Les supporters du Racing Club de Lens ont exprimé à plusieurs reprises leur mécontentement envers l’arbitre, qualifiant son style de « non compatible » avec leur club. Les tensions ont culminé lors de plusieurs rencontres clés :
- Lens-Toulouse (5 janvier 2025) : Des décisions litigieuses, notamment l’expulsion de David Pereira Da Costa après intervention du VAR, ont exacerbé la colère des supporters et joueurs lensois[4],[5],[6].
- Lens-Brest (février 2023) : Hakim Ben El Hadj, alors arbitre assistant vidéo, avait été critiqué pour des erreurs d’arbitrage qui avaient suscité une compilation des décisions contestées par le club[4].

Ces critiques ont également été relayées par des anciens joueurs comme Jimmy Cabot, qui n’a pas hésité à tourner en dérision l’arbitre sur les réseaux sociaux à plusieurs reprises.

#### Controverse lors de Montpellier - Lille en 2024
Le 28 janvier 2024, lors du match de Ligue 1 entre Montpellier et Lille (0-0), plusieurs décisions arbitrales prises par Hakim Ben El Hadj ont suscité la controverse. Le LOSC a notamment contesté un penalty non accordé ainsi qu'un hors-jeu sifflé précipitamment sur une action dangereuse. À la suite de cette rencontre, le club nordiste a adressé un courrier à la direction nationale de l'arbitrage pour dénoncer des "erreurs flagrantes et répétitives",.

#### Un arbitrage sous le feu des projecteurs
Certaines décisions, comme celles de ne pas accorder de penaltys évidents ou d'expulser des joueurs dans des moments critiques, ont alimenté la perception d’un "acharnement" contre le RC Lens. Des incidents, tels que la grave blessure de Jimmy Cabot en 2022, ont également laissé des traces dans les relations entre Hakim Ben El Hadj et le club.

## Statistiques*
*Comprenant les rôles d'arbitre central, arbitre assistant et arbitre VAR
| Catégorie                | Nombres de Matchs | Catégorie                            | Nombres de Matchs |
| Ligue 1                  | 184               | UEFA Euro qualifying U21             | 1                 |
| Ligue 2                  | 121               | UEFA Conference League Qualification | 2                 |
| Playoffs Ligue 1/Ligue 2 | 2                 | UEFA Nations League D                | 1                 |
| National                 | 33                | UEFA Nations League B                | 1                 |
| Coupe de France          | 30                | UEFA Youth League                    | 6                 |
| Coupe de la Ligue        | 11                | UEFA Champions League Qualification  | 1                 |
| Trophée des Champions    | 1                 | UEFA Europa League Qualification     | 1                 |
| Amicaux internationaux   | 3                 | UEFA Europa League                   | 1                 |
| ------------------------ | ----------------- | ------------------------------------ | ----------------- |